# Bahnstrecke Aalen–Ulm
| |                      |                                                  |                                                  |
| Streckennummer (DB): | 4760                 |                                                  |                                                  |
| Kursbuchstrecke (DB): | 757 324a (1946)      |                                                  |                                                  |
| Streckenlänge: | 72,476 km            |                                                  |                                                  |
| Spurweite: | 1435 mm (Normalspur) |                                                  |                                                  |
| Streckenklasse: | D4                   |                                                  |                                                  |
| Streckengeschwindigkeit: | 160 km/h             |                                                  |                                                  |
| |                      |                                                  |                                                  |
| \| \| \| von Nördlingen \| \| \| \| 0,000 \| Aalen Hbf \| 431 m \| \| \| \| nach Stuttgart-Bad Cannstatt \| \| \| \| \| Schmalspurbahn nach Dillingen (Donau) \| \| \| \| \| Aalen-Erlau \| \| \| \| \| Anschluss Städtische Industriebahn Aalen \| \| \| \| 3,260 \| Kocher \| Kocher \| \| \| 3,883 \| Unterkochen \| 459 m \| \| \| 8,410 \| Oberkochen \| 494 m \| \| \| 13,880 \| Königsbronn \| 499 m \| \| \| 14,780 \| Brenz \| Brenz \| \| \| 15,620 \| Itzelberg \| Itzelberg \| \| \| 16,511 \| Brunnenkopftunnel (258 m) \| Brunnenkopftunnel (258 m) \| \| \| 18,875 \| Heidenheim-Schnaitheim \| 494 m \| \| \| 22,121 \| Heidenheim \| 491 m \| \| \| 22,300 \| Brenz \| Brenz \| \| \| 23,384 \| Heidenheim Voithwerk \| Heidenheim Voithwerk \| \| \| 25,265 \| Heidenheim-Mergelstetten \| 482 m \| \| \| 27,800 \| Bolheim \| Bolheim \| \| \| 28,487 \| Herbrechtingen \| 475 m \| \| \| 29,800 \| Brenz \| Brenz \| \| \| \| Anschluss Industriegebiet Vohenstein \| \| \| \| 33,726 \| Giengen (Brenz) \| 464 m \| \| \| 37,386 \| Hermaringen \| 456 m \| \| \| 39,660 \| Bergenweiler \| Bergenweiler \| \| \| 39,700 \| Brenz \| Brenz \| \| \| 39,900 \| Brenz \| Brenz \| \| \| 41,840 \| Sontheim-Brenz \| 445 m \| \| \| \| nach Gundelfingen (Bay) \| \| \| \| 46,935 \| Niederstotzingen \| 451 m \| \| \| 51,101 \| Rammingen (Württ) \| 458 m \| \| \| 56,415 \| Langenau (Württ) \| 459 m \| \| \| \| Landesgrenze Baden-Württemberg/Bayern \| \| \| \| 61,430 \| Unterelchingen \| 460 m \| \| \| 62,858 \| Oberelchingen \| Oberelchingen \| \| \| 65,942 \| Thalfingen (b Ulm) \| 464 m \| \| \| \| Landesgrenze Bayern/Baden-Württemberg \| \| \| \| \| Industriestammgleis (Ostgleis) \| \| \| \| 71,001 \| Ulm Ost (seit 1886, ursprünglich Bahnhof) \| Ulm Ost (seit 1886, ursprünglich Bahnhof) \| \| \| \| Verbindungskurve zur Bahnstrecke Ulm–Sigmaringen \| \| \| \| \| von Stuttgart Hbf \| \| \| \| \| von Stuttgart (Schnellfahrstrecke) \| \| \| \| \| von Sigmaringen \| \| \| \| 72,476 \| Ulm Hbf \| 478 m \| \| \| \| nach Friedrichshafen \| \| \| \| \| nach Neu-Ulm \| \| \| \| \| nach Augsburg \| \| \| \| \| \| \| \| Quellen: [2][3] \| \| \| \| |                      |                                                  |                                                  |
| Strecke |                      | von Nördlingen                                   | von Nördlingen                                   |
| Bahnhof | 0,000                | Aalen Hbf                                        | 431 m                                            |
| Abzweig geradeaus und nach rechts |                      | nach Stuttgart-Bad Cannstatt                     | nach Stuttgart-Bad Cannstatt                     |
| Abzweig geradeaus und ehemals nach links |                      | Schmalspurbahn nach Dillingen (Donau)            | Schmalspurbahn nach Dillingen (Donau)            |
| ehemaliger Haltepunkt / Haltestelle |                      | Aalen-Erlau                                      | Aalen-Erlau                                      |
| Abzweig geradeaus und ehemals nach rechts |                      | Anschluss Städtische Industriebahn Aalen         | Anschluss Städtische Industriebahn Aalen         |
| Brücke über Wasserlauf | 3,260                | Kocher                                           | Kocher                                           |
| Bahnhof | 3,883                | Unterkochen                                      | 459 m                                            |
| Bahnhof | 8,410                | Oberkochen                                       | 494 m                                            |
| Bahnhof | 13,880               | Königsbronn                                      | 499 m                                            |
| Brücke über Wasserlauf | 14,780               | Brenz                                            | Brenz                                            |
| Haltepunkt / Haltestelle | 15,620               | Itzelberg                                        | Itzelberg                                        |
| Tunnel | 16,511               | Brunnenkopftunnel (258 m)                        | Brunnenkopftunnel (258 m)                        |
| Bahnhof | 18,875               | Heidenheim-Schnaitheim                           | 494 m                                            |
| Bahnhof | 22,121               | Heidenheim                                       | 491 m                                            |
| Brücke über Wasserlauf | 22,300               | Brenz                                            | Brenz                                            |
| Haltepunkt / Haltestelle | 23,384               | Heidenheim Voithwerk                             | Heidenheim Voithwerk                             |
| Bahnhof | 25,265               | Heidenheim-Mergelstetten                         | 482 m                                            |
| ehemaliger Haltepunkt / Haltestelle | 27,800               | Bolheim                                          | Bolheim                                          |
| Bahnhof | 28,487               | Herbrechtingen                                   | 475 m                                            |
| Brücke über Wasserlauf | 29,800               | Brenz                                            | Brenz                                            |
| Abzweig geradeaus und von links |                      | Anschluss Industriegebiet Vohenstein             | Anschluss Industriegebiet Vohenstein             |
| Bahnhof | 33,726               | Giengen (Brenz)                                  | 464 m                                            |
| Bahnhof | 37,386               | Hermaringen                                      | 456 m                                            |
| Haltepunkt / Haltestelle | 39,660               | Bergenweiler                                     | Bergenweiler                                     |
| Brücke über Wasserlauf | 39,700               | Brenz                                            | Brenz                                            |
| Brücke über Wasserlauf | 39,900               | Brenz                                            | Brenz                                            |
| Bahnhof | 41,840               | Sontheim-Brenz                                   | 445 m                                            |
| Abzweig geradeaus und ehemals nach links |                      | nach Gundelfingen (Bay)                          | nach Gundelfingen (Bay)                          |
| Bahnhof | 46,935               | Niederstotzingen                                 | 451 m                                            |
| Bahnhof | 51,101               | Rammingen (Württ)                                | 458 m                                            |
| Bahnhof | 56,415               | Langenau (Württ)                                 | 459 m                                            |
| Grenze |                      | Landesgrenze Baden-Württemberg/Bayern            | Landesgrenze Baden-Württemberg/Bayern            |
| Bahnhof | 61,430               | Unterelchingen                                   | 460 m                                            |
| Haltepunkt / Haltestelle | 62,858               | Oberelchingen                                    | Oberelchingen                                    |
| Bahnhof | 65,942               | Thalfingen (b Ulm)                               | 464 m                                            |
| Grenze |                      | Landesgrenze Bayern/Baden-Württemberg            | Landesgrenze Bayern/Baden-Württemberg            |
| Abzweig geradeaus und ehemals von links |                      | Industriestammgleis (Ostgleis)                   | Industriestammgleis (Ostgleis)                   |
| Haltepunkt / Haltestelle | 71,001               | Ulm Ost (seit 1886, ursprünglich Bahnhof)        | Ulm Ost (seit 1886, ursprünglich Bahnhof)        |
| Abzweig geradeaus und nach rechts |                      | Verbindungskurve zur Bahnstrecke Ulm–Sigmaringen | Verbindungskurve zur Bahnstrecke Ulm–Sigmaringen |
| Abzweig geradeaus und von rechts |                      | von Stuttgart Hbf                                | von Stuttgart Hbf                                |
| Abzweig geradeaus und von rechts |                      | von Stuttgart (Schnellfahrstrecke)               | von Stuttgart (Schnellfahrstrecke)               |
| Abzweig geradeaus und von rechts |                      | von Sigmaringen                                  | von Sigmaringen                                  |
| Bahnhof | 72,476               | Ulm Hbf                                          | 478 m                                            |
| Abzweig geradeaus und nach rechts |                      | nach Friedrichshafen                             | nach Friedrichshafen                             |
| Abzweig geradeaus und nach rechts |                      | nach Neu-Ulm                                     | nach Neu-Ulm                                     |
| Strecke |                      | nach Augsburg                                    | nach Augsburg                                    |
| |                      |                                                  |                                                  |
| Quellen: |                      |                                                  |                                                  |

Die Bahnstrecke Aalen–Ulm, auch Brenzbahn oder Brenztalbahn, ist eine Hauptbahn in Baden-Württemberg und Bayern. Sie verläuft von Aalen über Oberkochen und Heidenheim nach Ulm und folgt dabei von Königsbronn bis Sontheim dem Fluss Brenz.

## Geschichte
In den 1830er Jahren ermittelte eine Kommission im Auftrag König Wilhelms I. von Württemberg die Eisenbahn als geeignetes Mittel, um den Neckar mit dem Bodensee zu verbinden und den Warenverkehr Württembergs zu beschleunigen. Für die Ostbahn von Stuttgart nach Ulm untersuchten die Gutachter sowohl eine Streckenführung entlang von Rems und Brenz als auch entlang der Fils. Wenngleich bei letzterer Variante die Steilstufe der Schwäbischen Alb ein schwer zu überwindendes Hindernis darstellte, fiel die Wahl zu Gunsten der kürzeren Filstal-Trasse, die im Gegensatz zu einer Strecke entlang der Brenz nicht über bayerisches Ausland geführt werden musste.
Eisenbahnhistorisch bedeutsam ist die so genannte Brenzbahnklausel. Diese war Bestandteil des Staatsvertrags vom 21. Februar 1861 zwischen den Königreichen Bayern und Württemberg über die Fortsetzung der Bahnstrecke Cannstatt–Wasseralfingen über die Landesgrenze bis Nördlingen und den dortigen Anschluss an die bayerische Bahnstrecke Augsburg–Nördlingen. Württemberg musste sich für diese Anbindung der Bedingung unterwerfen, ab dem Tag der Eröffnung der Strecke Cannstatt–Nördlingen für einen Zeitraum von zwölf Jahren keine Schienenverbindung zwischen dieser und der Ostbahn, also die spätere Brenzbahn, herzustellen. Der Grund war, dass die Verbindung von Nördlingen zum Bodensee auf württembergischer (bis Friedrichshafen) kürzer gewesen wäre als auf bayerischer Seite (bis Lindau).
Der Bau der Brenzbahn wurde auf Grundlage eines württembergischen Gesetzes vom 17. November 1858 in Angriff genommen. Die Bauarbeiten zwischen Aalen und Heidenheim begannen 1862. Obschon zweigleisig geplant – dies ist noch an diversen Brückenköpfen zu erkennen – wurde sie eingleisig ausgeführt. Der einzige Tunnel führt durch den Brünneleskopf (Brunnenkopftunnel zwischen Schnaitheim und Itzelberg) und ist 257,8 Meter lang. Schon zwei Jahre später, am 12. September 1864, wurde die Brenzbahn bis Heidenheim feierlich eröffnet. Am 25. Juli 1875 wurde die Strecke dann bis Niederstotzingen verlängert, am 15. November 1875 bis Langenau. Der Weiterbau der Strecke nach Ulm erfolgte erst 1875, nach dem Ablauf der Brenzbahnklausel und auf der Grundlage eines neuen württembergisch-bayerischen Staatsvertrags vom 8. Dezember 1872. Eröffnet wurde dieser Streckenabschnitt am 5. Januar 1876.
Von 1. Mai 1911 bis 1956 bestand die in Sontheim-Brenz abzweigende Bahnstrecke Gundelfingen–Sontheim-Brenz als Verbindungsbahn zur Bahnstrecke Ingolstadt–Neuoffingen.
Das südliche Streckenende, im Hauptbahnhof Ulm, wurde 2017 in eine neue Lage verlegt. Das Gleis überquert den Trog vor dem Albabstiegstunnel auf einer rund 55 m langen Fachwerkbrücke. Die neue Linienführung wurde am 4. Oktober 2017 in Betrieb genommen.

## Ausbau
Von 2003 bis September 2007 wurden auf der gesamten Strecke Bahnsteige und Bahnübergänge modernisiert sowie Gleiskörper und Signalanlagen erneuert, mit Gesamtkosten von rund 75 Millionen Euro. Im November 2006 ging das letzte Formsignal auf der Brenzbahn außer Betrieb; das elektronische Stellwerk Heidenheim hat die Steuerung der Strecke von Oberkochen bis Thalfingen (bei Ulm) übernommen. Bei der Ausrüstung der Strecke für Neigetechnikbetrieb wurden Eurobalisen verbaut.
Auf der Strecke bestehen derzeit 44 Bahnübergänge.
Der Regionalplan der Region Ostwürttemberg sieht vor, die Trasse für einen zweigleisigen Ausbau und eine Elektrifizierung freizuhalten. Der Regionalverband hat im November 2009 eine Machbarkeitsstudie in Auftrag gegeben, die die Elektrifizierung und einen zweigleisigen Ausbau der Strecke untersuchen soll, die laut Region an der Kapazitätsgrenze betrieben wird.
Das Land Baden-Württemberg meldete den zweigleisigen Ausbau und die Elektrifizierung der Strecke für den Bundesverkehrswegeplan 2030 an. Die geschätzten Kosten wurden mit 100 Millionen Euro angegeben. Das Land signalisierte wiederholt Bereitschaft, sich an einer Finanzierung der Elektrifizierung zu beteiligen.
Noch 2015 sollte eine Vorstudie für einen teilweise zweigleisigen Ausbau der Brenzbahn beauftragt werden (Stand: Oktober 2015). 2016 sollten Grundlagenermittlung und Vorplanung folgen. Insgesamt waren dafür 475.000 Euro vorgesehen, von denen der Alb-Donau-Kreis und die Anliegergemeinden insgesamt 15 Prozent übernehmen sollten. Unter anderem war ein zweigleisiger Ausbau zwischen Langenau und Rammingen sowie zwischen Sontheim/Brenz und Bergenweiler vorgesehen. Damit sollten ein IRE-Stundentakt sowie Reisezeitverkürzungen für RE- und RB-Züge erreicht werden. Die Gesamtkosten wurden auf bis zu 24 Millionen Euro geschätzt.
Eine Blockverdichtung sowie ein teilweise zweigleisiger Ausbau sind Teil einer geplanten Untersuchung im Auftrag der Nahverkehrsgesellschaft Baden-Württemberg „zur  Verbesserung des Betriebskonzeptes“. Diese sieht mehrere Infrastrukturverbesserungen vor. Kosten und Termine stehen noch nicht fest (Stand: Oktober 2020).
Am 4. Dezember 2020 unterzeichneten Vertreter des Landes, der Region und der Deutschen Bahn eine Absichtserklärung zu weiteren Ausbauschritten und der Elektrifizierung der Strecke. Vorgesehen ist zunächst ein abschnittsweiser zweigleisiger Ausbau – zwischen Unterelchingen und Langenau, Niederstotzingen und Sontheim, Sontheim und Bergenweiler sowie zwischen Itzelberg und Oberkochen – sowie zusätzliche Haltepunkte. Darauf aufbauend ist eine Elektrifizierung und eine Ausrüstung mit Digitalen Stellwerken geplant. Auf dieser Grundlage soll eine stündliche Expressverbindung Ulm – Heidenheim – Aalen sowie eine Verlängerung des Regionalbahnverkehrs von Ulm über Langenau hinaus bis Sontheim ebenso erfolgen wie ein zusätzlicher Regionalbahnverkehr zwischen Aalen und Heidenheim. Darüber hinaus sollen neue Haltepunkte entstehen. Wie Ende 2021 bekanntgegeben wurde, sollen die Kosten für den zweigleisigen Ausbau bei mindestens 280 Millionen Euro liegen. Eine Elektrifizierung ist darin noch nicht enthalten. Auf dieser Grundlage sollte 2022 eine Nutzen-Kosten-Untersuchung erstellt werden.
Es existiert ein Planungsentwurf für den Ausbau des vorhandenen Schienennetzes innerhalb des Donau-Iller-Nahverkehrsverbundes zur Regio-S-Bahn Donau-Iller. Im Februar 2024 schlossen Bayern und Baden-Württemberg eine Absichtserklärung über den Ausbau der Brenzbahn. Etwa zwei Drittel der erwarteten Kosten von 450 Millionen Euro sollen über Mittel aus dem Gemeindeverkehrsfinanzierungsgesetz finanziert werden.
Im dritten Gutachterentwurf des Deutschland-Takts sind eine Elektrifizierung der Strecke sowie fahrplanbasiert abgeleitete zweigleisige Abschnitte unterstellt.

## Personenverkehr

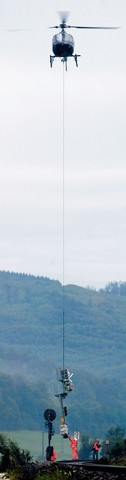
Erneuerung der Signalanlagen bei Heidenheim (2004)

Auf der Strecke verkehren stündlich Regio-S-Bahn-Züge der Linie RS 5 zwischen Aalen und Ulm sowie der Linie RS 51 zwischen Ulm und Langenau. Im Zweistundentakt verbinden Regional-Express-Züge (RE) der Linie RE 50 Aalen und Ulm in weniger als einer Stunde. Bis zum Fahrplanwechsel im Dezember 2024 verkehrten diese als Interregio-Express.

### Regio-S-Bahn-Verbindungen
Dieser Personenverkehr wurde im Januar 2016 im Rahmen der Ausschreibung des Netzes 12 „Ulmer Stern“ für den Betrieb ab 9. Juni 2019 an die Hohenzollerische Landesbahn (HZL) vergeben, die inzwischen durch eine Fusion auf die SWEG Südwestdeutsche Landesverkehrs-AG übergegangen ist. Als Fahrzeuge kommen Dieseltriebwagen des Typs LINT 54 des Herstellers Alstom zum Einsatz. Diese besitzen eine (meist) barrierefreie Einstiegshöhe von 55 Zentimetern und 18 Fahrradstellplätze sowie WLAN. Mit dem Betreiberwechsel erfolgten zugleich Verbesserungen und Ausweitungen der Verbindungen am Wochenende und in den Tagesrandlagen. Am 7. September 2017 wurde der Verkehrsvertrag unterzeichnet.
Zuvor war die DB ZugBusRegionalverkehr Alb-Bodensee GmbH (RAB) der Betreiber. Zum Einsatz kamen Regio-Shuttles der Baureihe 650 oder Triebwagen der Baureihe 628/629. Von März 2016 bis Juni 2019 kamen zwischen Ulm und Crailsheim Dieseltriebwagen der Baureihe 644 zum Einsatz.

### Regional-Express-Verbindungen
Die Regional-Express-Züge zwischen Aalen und Ulm werden mit Triebwagen der Neigetechnik-Baureihe 612 gefahren. Diese sind seit Oktober 2017 im Einsatz, stellen kostenloses WLAN, sowie achtzehn Fahrradstellplätze zur Verfügung. Zuvor kamen auch Triebzüge der Baureihe 611 zum Einsatz.
Der Betrieb der RE-Züge wurde im Rahmen der Ausschreibung des Netz 5 „Donau-Ostalb“ ab Dezember 2016 für eine Laufzeit von zehn Jahren an die DB ZugBusRegionalverkehr Alb-Bodensee GmbH (RAB) vergeben. Am 1. Januar 2022 ist der Betrieb auf die Muttergesellschaft DB Regio übergegangen.

## Güterverkehr

### DB Cargo
Der Großteil des Güterverkehrs auf der Brenzbahn wird von der DB-Tochter DB Cargo AG gefahren, diese setzt hierfür Loks der Baureihen 294, ein. Giengen (Brenz) ist dabei der wichtigste Bahnhof. Von dort fährt morgens eine Lok der Baureihe 294 nach Aalen, um einen Teil eines Güterzuges aus Kornwestheim Rbf zu übernehmen, bis zum 30. Mai 2007 wurde unterwegs noch der Anschluss der Firma Hartmann in Heidenheim bedient. Dieser war an das Städtische Industriestammgleis angeschlossen, welches wegen Gleismängeln zum 1. Juni 2007 gesperrt und Anfang März 2009 abgebaut wurde.
Mindestens zwei Mal täglich wird das Industriegebiet Vohenstein bei Herbrechtingen bedient. Diese Fahrten finden an Werktagen außer samstags statt.
Größter Kunde im Güterverkehr an der Brenzbahn ist das Logistikzentrum von BSH Bosch und Siemens Hausgeräte in Giengen. Vom BSH-Logistikzentrum werden täglich ungefähr 100 Wagen abgefertigt, entsprechend rund 35 Prozent seines Transportvolumens, wobei eine Erhöhung auf 50 Prozent geplant ist. Dazu wurde ein Containerterminal gebaut sowie ein weiteres Industriegleis (350 Meter lang, entsprechend 40 Containern) zur Beladung von Containerzügen. Bis 2010 wurden die bestehenden neun Gleise um weitere zwei ergänzt. Damit stehen 1,4 Kilometer Gleise im Logistikzentrum zur Verfügung. Güterzüge mit 40 Wagen beziehungsweise 600 Meter Länge können damit bedient werden.
Ein weiterer wichtiger Kunde ist das Zementwerk der Firma Schwenk in Heidenheim-Mergelstetten. In unregelmäßigen Abständen wird das Werk mit Kohlewagen versorgt; die Züge verkehren nach Bedarf. Ab November 2006 kamen neue Züge zum Transport von Zementklinker nach Novi Ligure in Italien sowie nach Tirol hinzu. Diese verkehrten etwa einmal wöchentlich. Zum Einsatz kamen Wagen der Gattungen Tds der DB Cargo (zweiachsig, Züge nach Italien) sowie Tads/Tadgs der ÖBB (vierachsig, Züge nach Tirol). Die Transporte endeten nach etwa ein bis zwei Jahren. Neu hinzu kamen im September 2008 Zementtransporte nach Frankreich, die zunächst mit Wagen der Gattung Ucs, ab Mitte 2010 dann mit Wagen der Gattung Uacs durchgeführt wurden und etwa alle zwei Wochen verkehren. Zwischenzeitlich gab es noch Spotverkehre mit Zementklinker nach Gent Zeehafen in Belgien mit Wagen der Gattung Talns.
Unterkochen wird werktags aus Aalen bedient. Dazu bringt eine Lokomotive der Baureihe 294 einige Schiebewand- oder Schiebeplanenwagen zum dortigen Bahnhof und drückt diese dann in die Anschlussgleise der Papierfabrik Palm und von Munksjö Paper. Anschließend werden die entladenen Waggons wieder zurück nach Aalen gebracht, von wo aus sie am Abend mit einer Lokomotive der Baureihe 152 nach Kornwestheim gebracht werden.

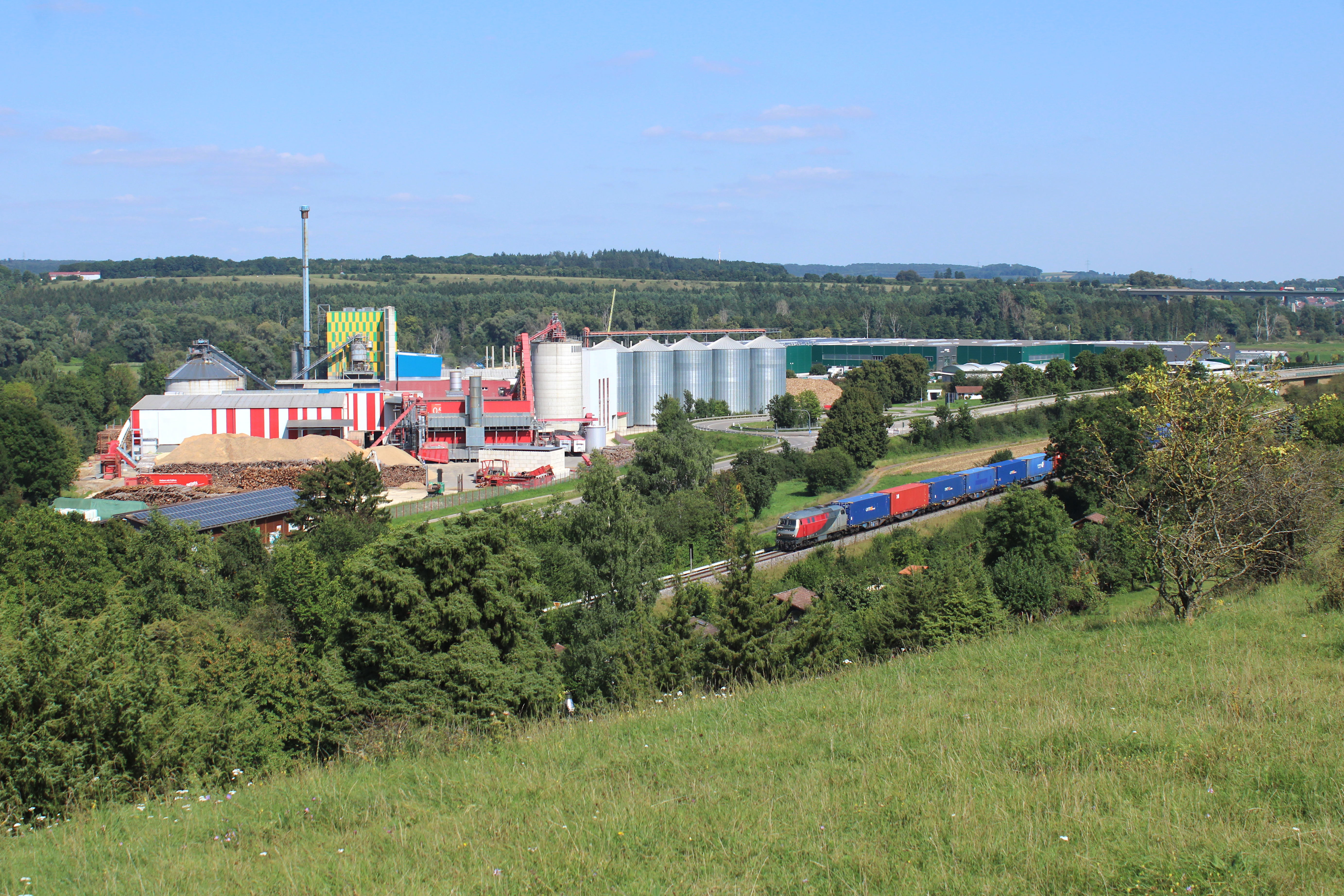
Der Locon-Containerzug von BSH Bosch Haushaltsgeräte aus Giengen (Brenz) nach Aalen in Herbrechtingen, August 2021

Aufgrund der Bauarbeiten auf der Remsbahn wurden 2009 zahlreiche Güterzüge über die Brenzbahn umgeleitet. Sie wurden überwiegend mit einer 225 bespannt.

### Andere Eisenbahnverkehrsunternehmen
Von April 2007 bis März 2008 wurde eine Sonderleistung gefahren: Aus dem westfälischen Arnsberg wurde jede Woche ein Ganzzug mit Sturmholz aufgrund des Orkans Kyrill, bestehend aus etwa 30 Wagen des Typs Eas-z, durch die OHE und LTH Transportlogistik im Auftrag von Rent-a-Rail ins Herbrechtinger Industriegebiet Vohenstein gefahren. Zum Einsatz kamen Lokomotiven des Typs Blue Tiger (Baureihe 250). Der erste Zug wurde am 7. April 2007 gefahren, der letzte im März 2008.
Seit dem 8. Juli 2009 verkehrt zum BSH-Containerterminal auf dem Werksgelände der BSH Bosch und Siemens Hausgeräte in Giengen (Brenz) ein Flügelzug des Containerzuges Hamburg-Waltershof – Stuttgart Hafen. Dieser Zug verkehrt montags, mittwochs, freitags und wird durch die Firma LOCON gefahren. Er nimmt von Stuttgart Hafen den Weg über Stuttgart-Untertürkheim und Aalen nach Giengen. Bis Aalen verkehrt der Zug zumeist mit einer Elektrolok der Baureihe 185, ab dort übernimmt meist eine Lok des V 100-Typs (Baureihe 203 oder 211) für den nicht elektrifizierten Abschnitt. Die Leistungen verkehren im Normalfall über den Nachmittag verteilt, insgesamt fährt der Zug viermal täglich zwischen Aalen und Giengen. Der Flügelzug erreicht Kapazitäten von bis zu 80 TEU.
Seit April 2018 verkehren mittwochs und freitags Züge der Firma Captrain Deutschland von Giengen (Brenz) nach Ulm.

## Galerie

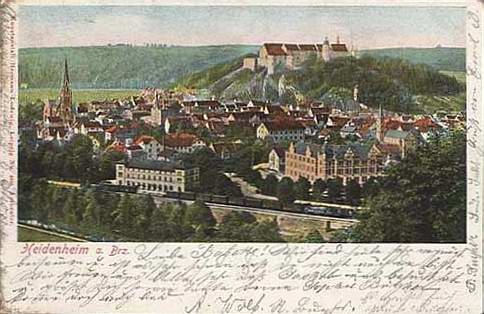
Heidenheim 1902
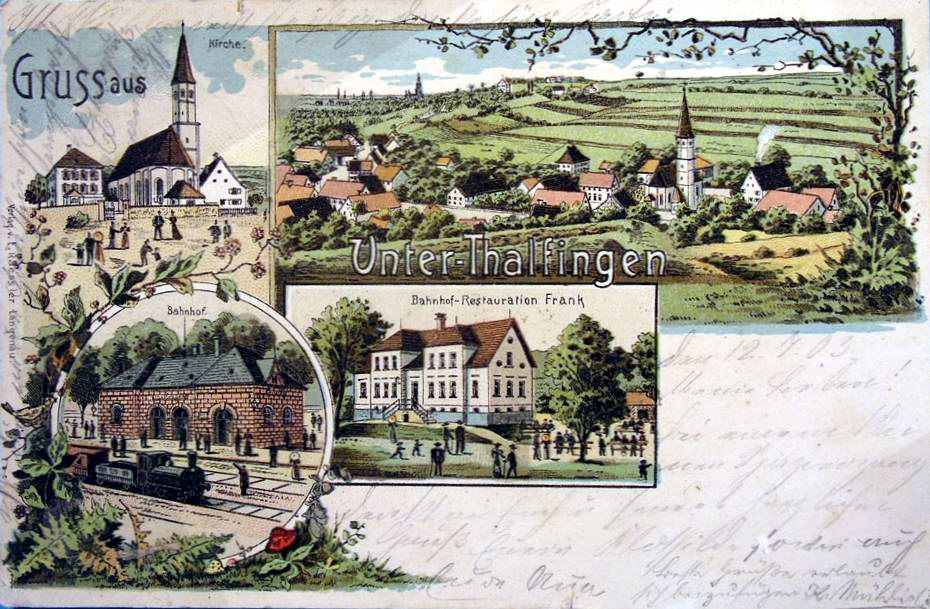
Bahnhof Thalfingen 1903
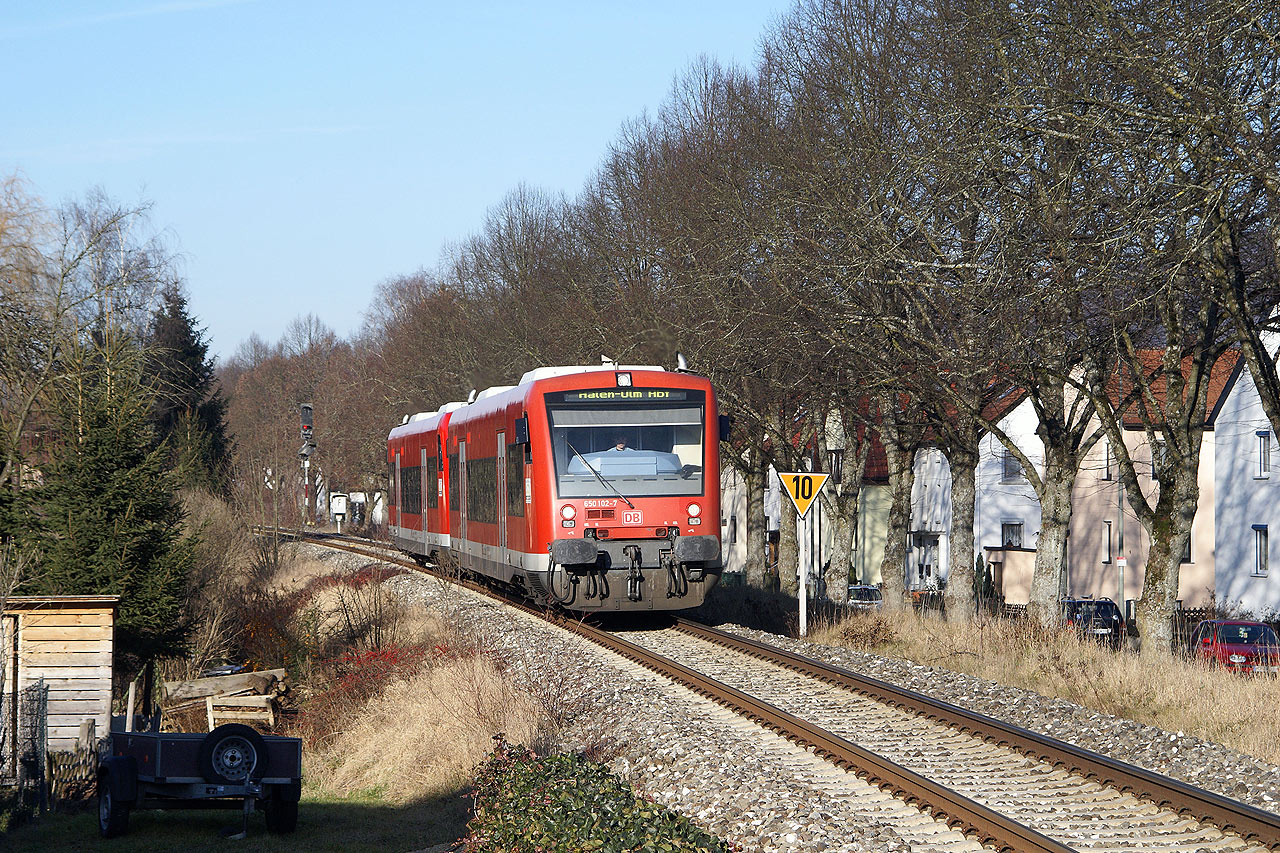
Baureihe 650 auf der Brenzbahn
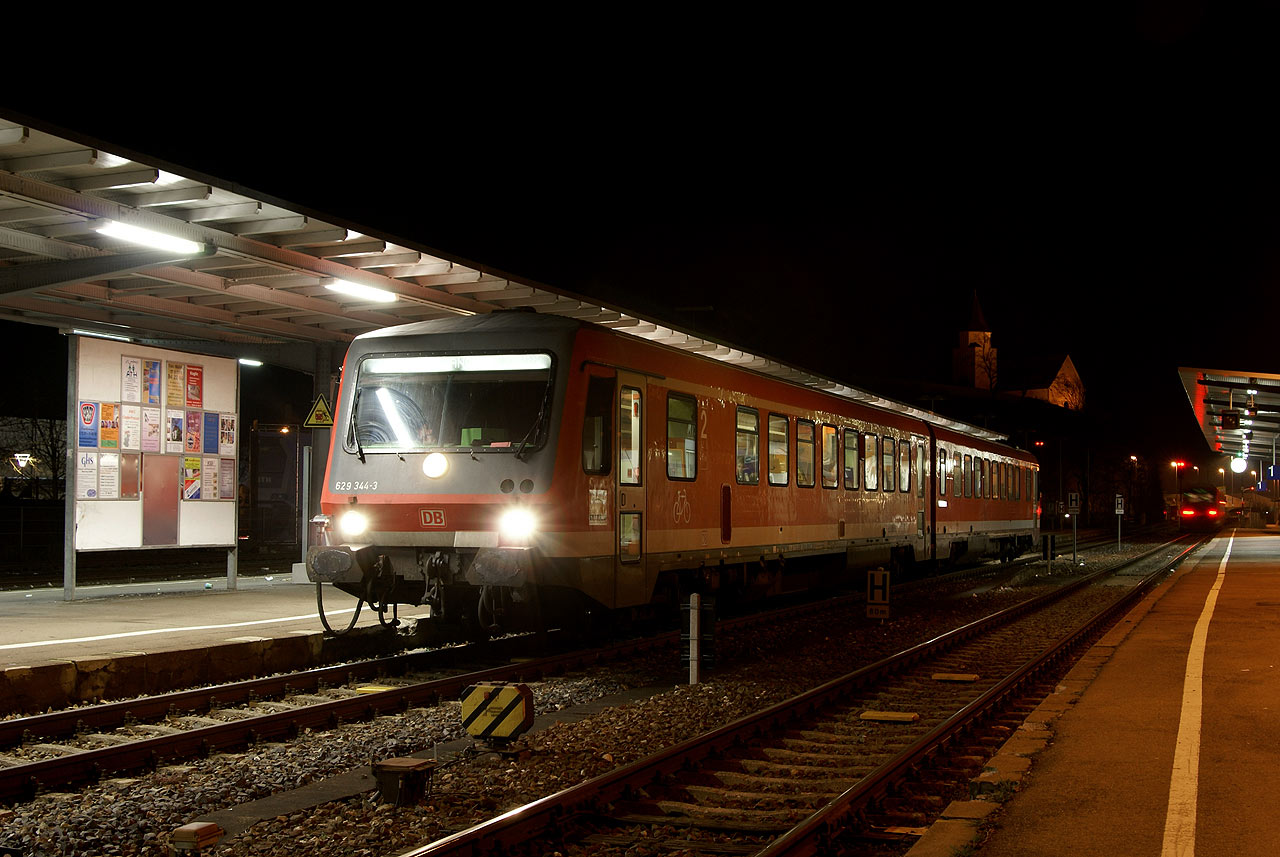
Triebwagen der Baureihe 628.2
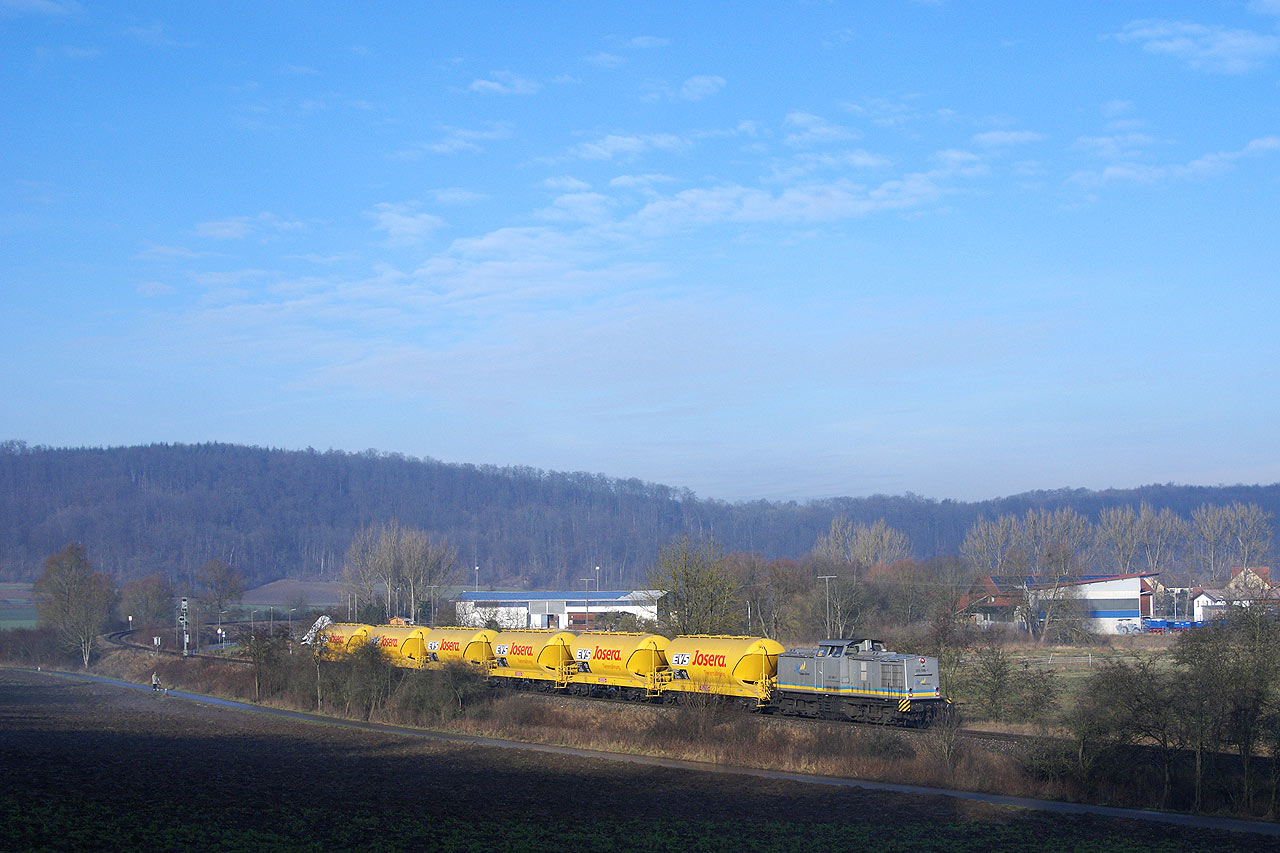
Privater Güterzug der Firma Stock Transport auf der Brenzbahn
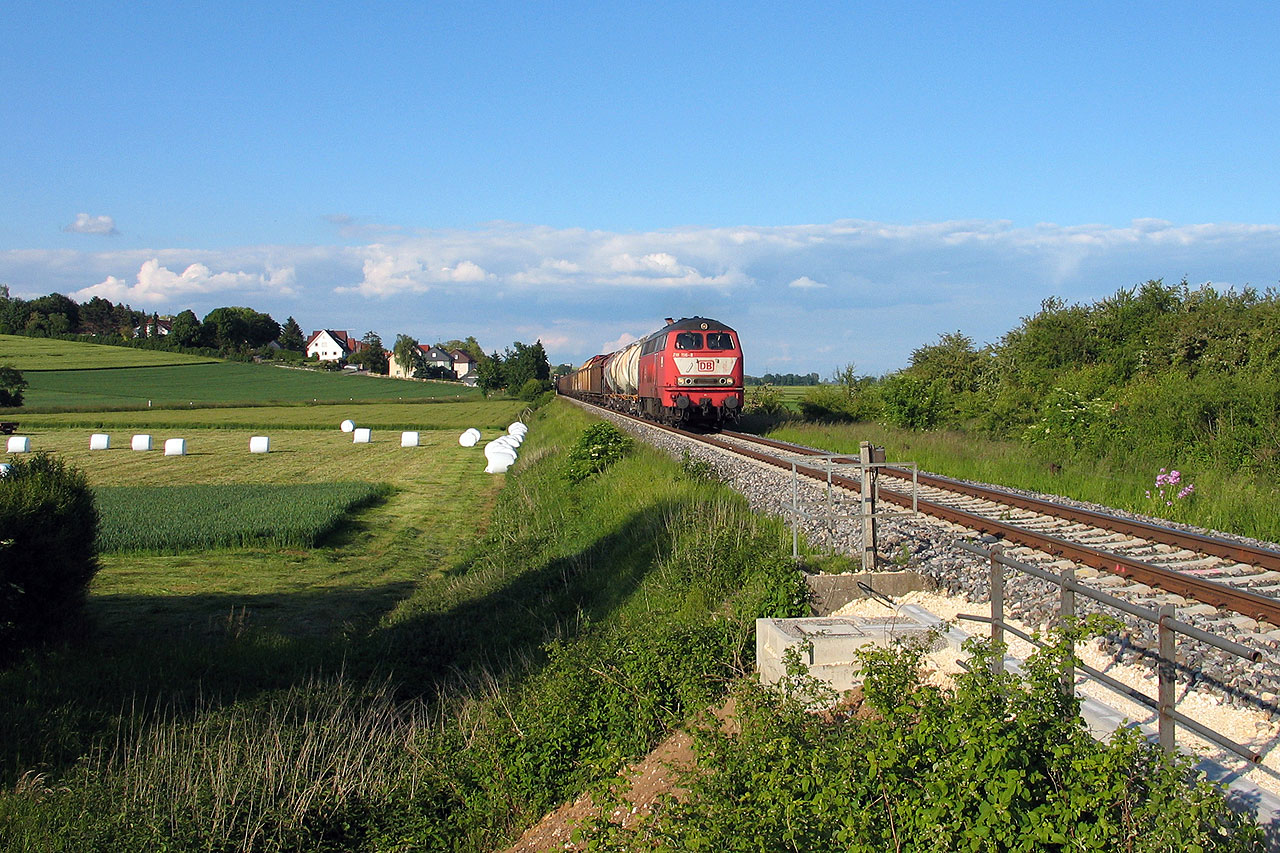
Güterverkehr der DB auf der Brenzbahn
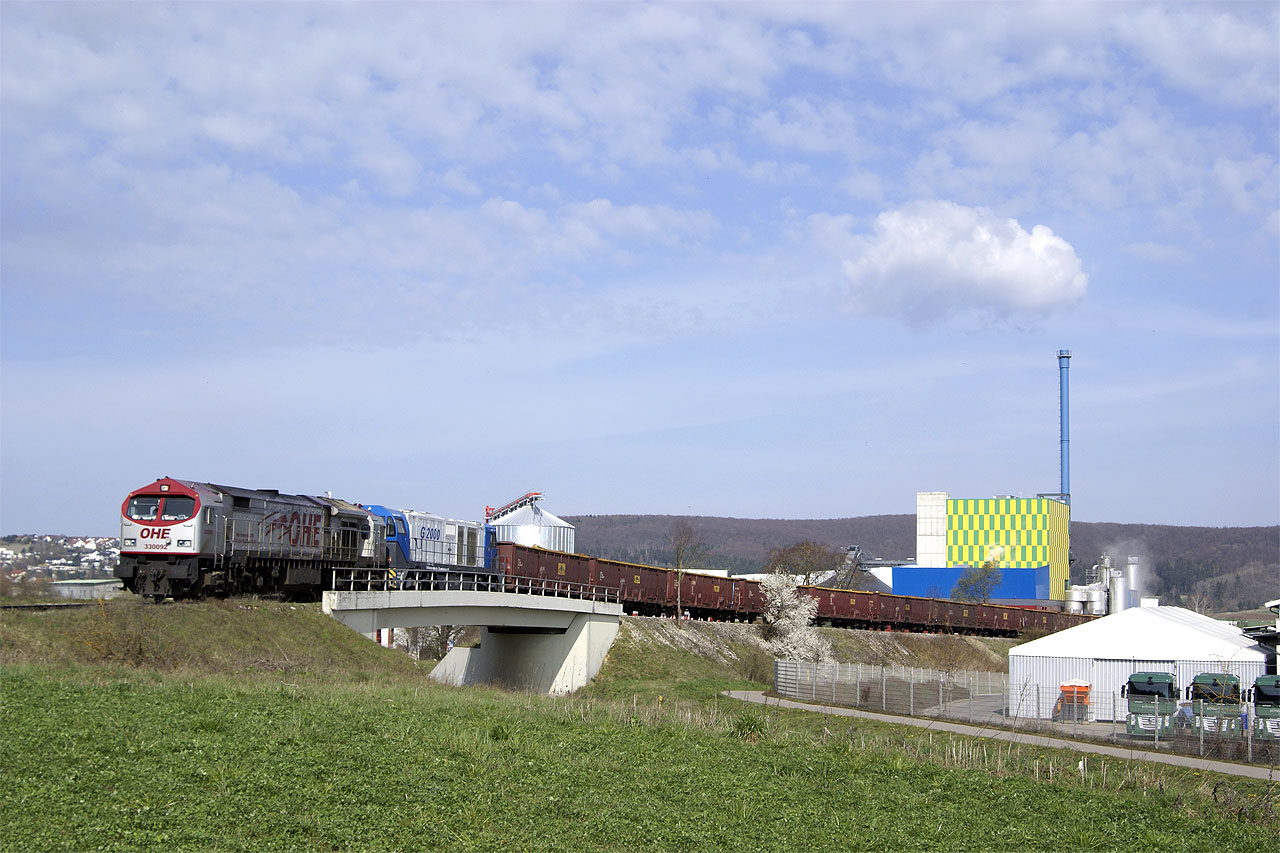
Privater Holzzug der OHE im Industriegebiet Vohenstein